# Гетеродин

«Local oscillator» — сигнал гетеродина

Гетероди́н — електронний генератор гармонічних коливань, які використовуються при демодуляції вхідного високочастотного сигналу. Сигнал від гетеродина подається на змішувач, в якому відбувається процес гетеродинування: отримання сигналу на частотах, рівних сумі та різниці частот від гетеродина та вхідного сигналу. Високочастотний сигнал зазвичай відфільтровується, і залишається демодульований низькочастотний сигнал.
Гетеродин використовується в супергетеродинних приймачах та інших схожих пристроях.

## Принцип гетеродинування
Радіо та телесигнал передається електромагнітними хвилями з високою частотою носія, які добре розповсюджуються в просторі. Цей сигнал уловлюється антеною приймача, але з нього потрібно виділити низькочастотний сигнал, необхідний для відтворення. Для цього його спочатку потрібно підсилити, що роблять на так званій проміжній частоті, яку отримують, змішуючи сигнал від антени із сигналом гетеродина.